# دژ سن-ژان (مارسی)
دژ سن-ژان (فرانسوی: Fort Saint-Jean‎) یک دژ در شهر مارسی، فرانسه است که در سال ۱۶۶۰ میلادی به دستور لوئی چهاردهم ساخته شده‌است.

## نگارخانه

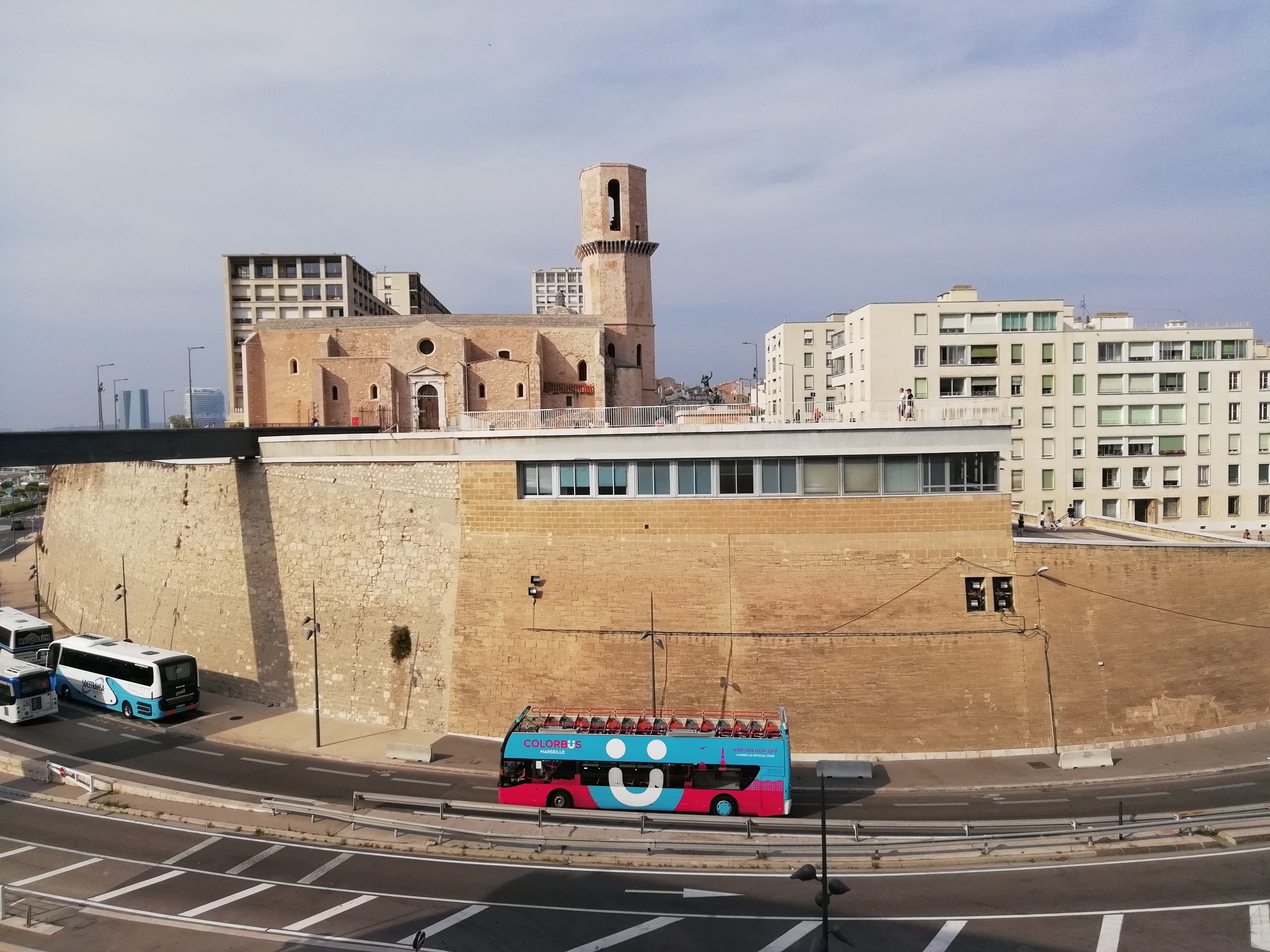
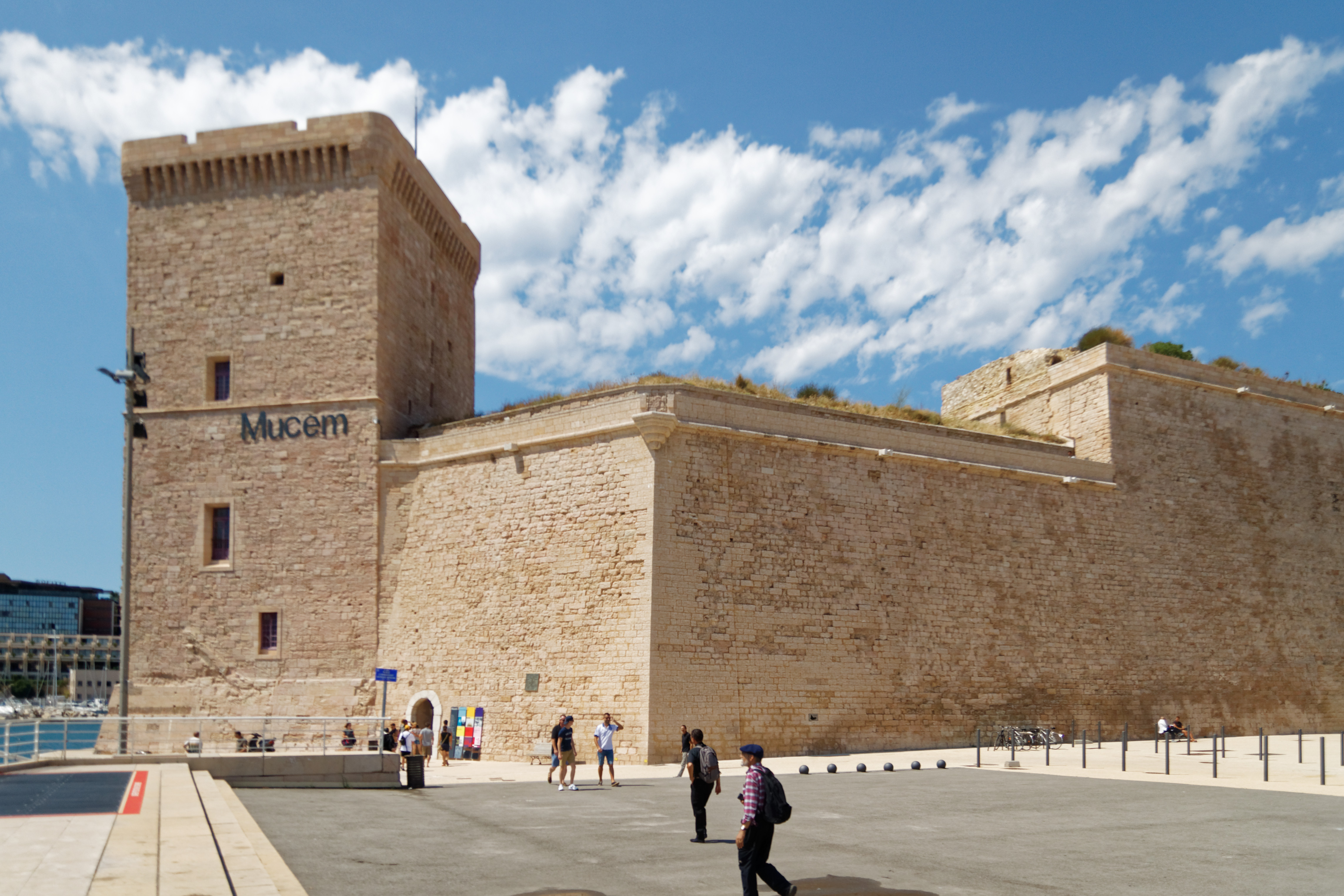
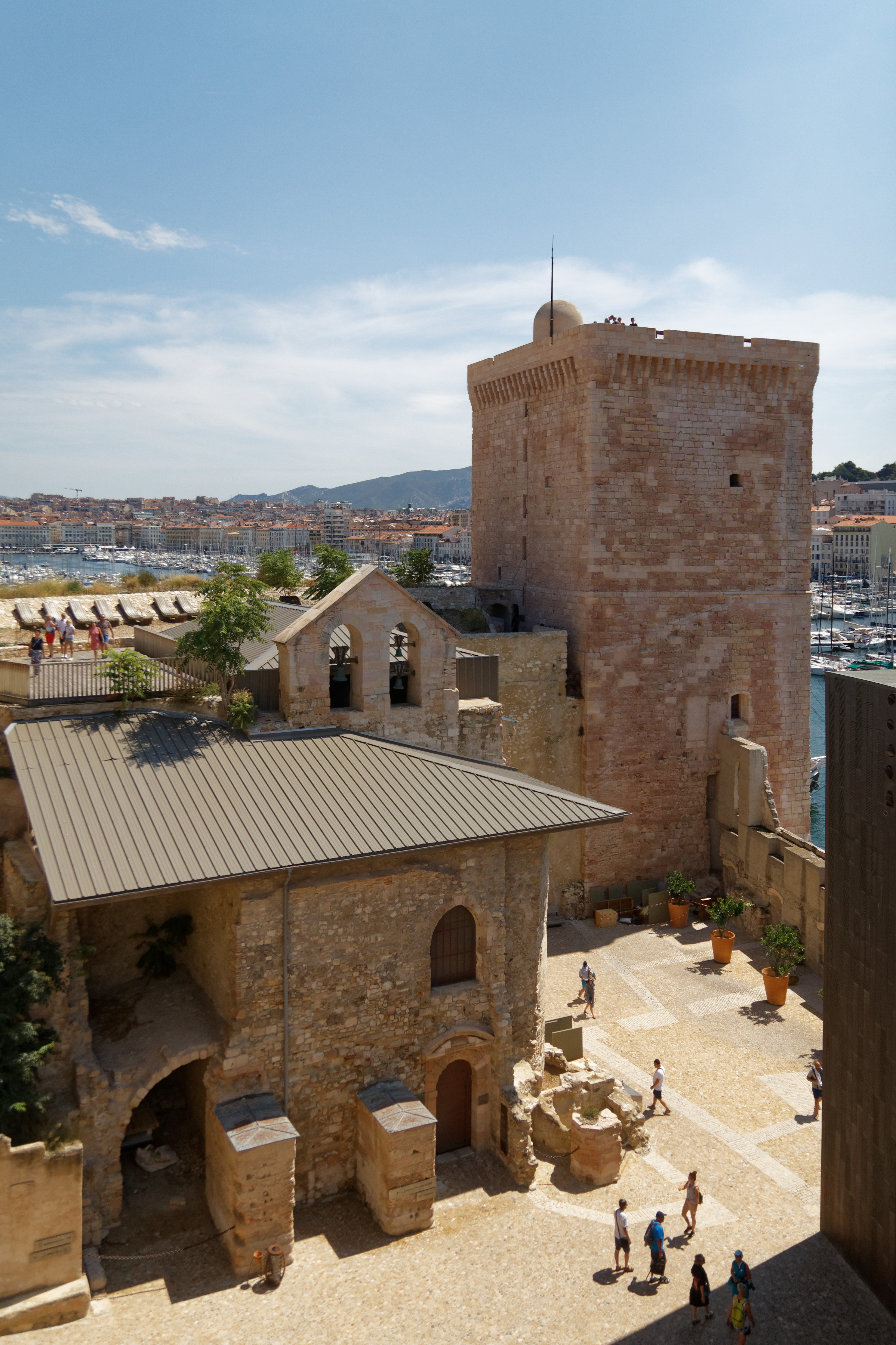
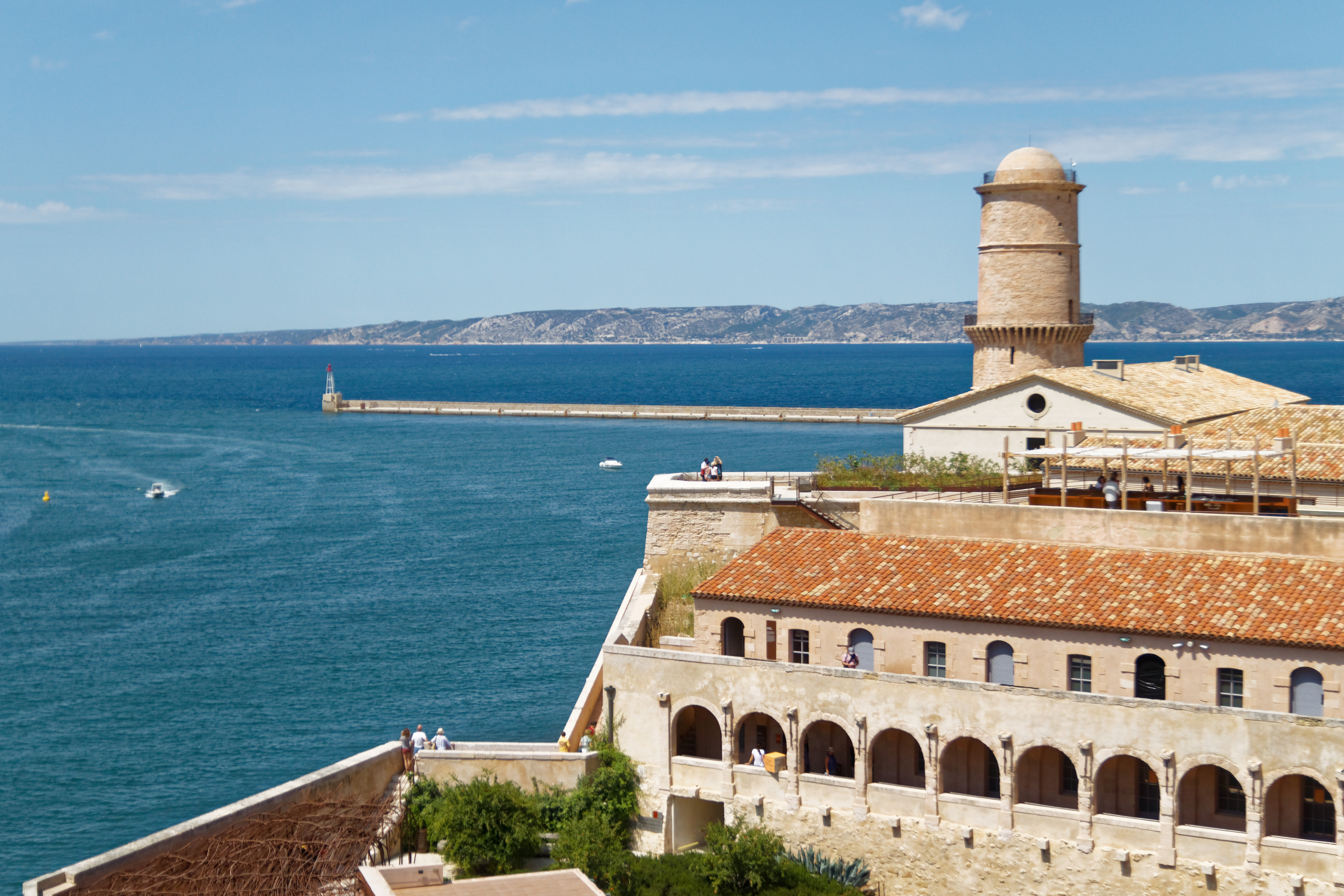
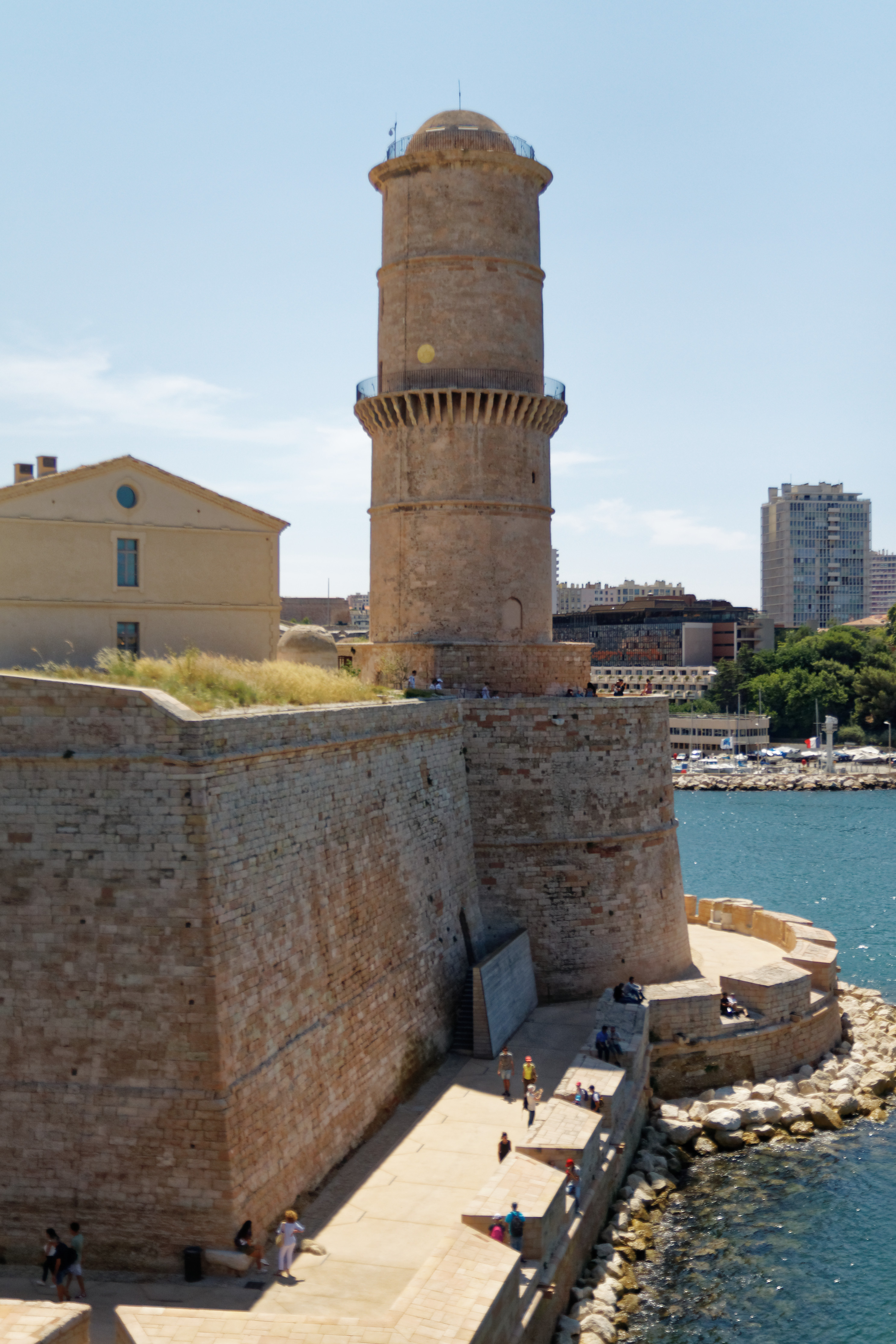
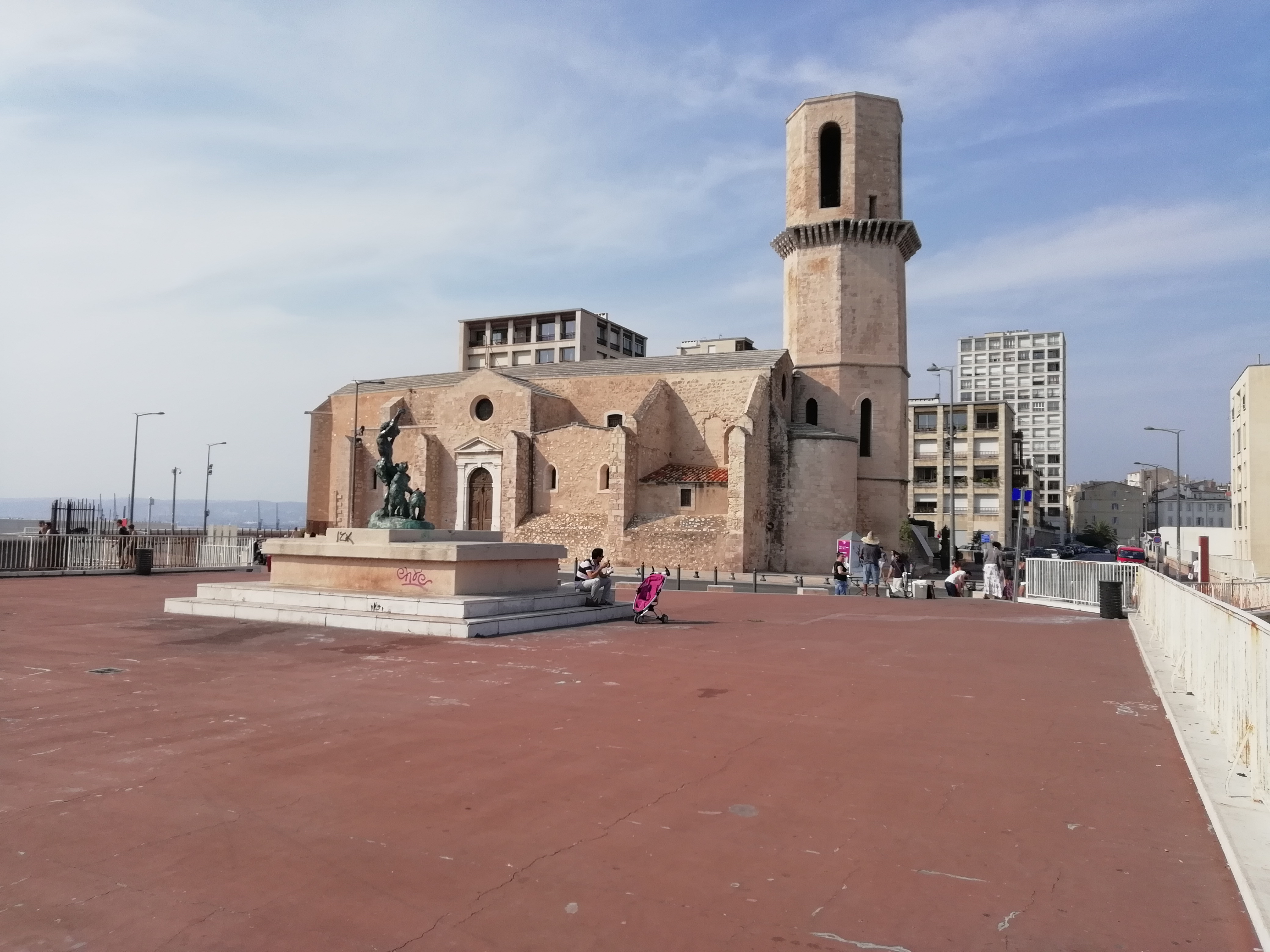
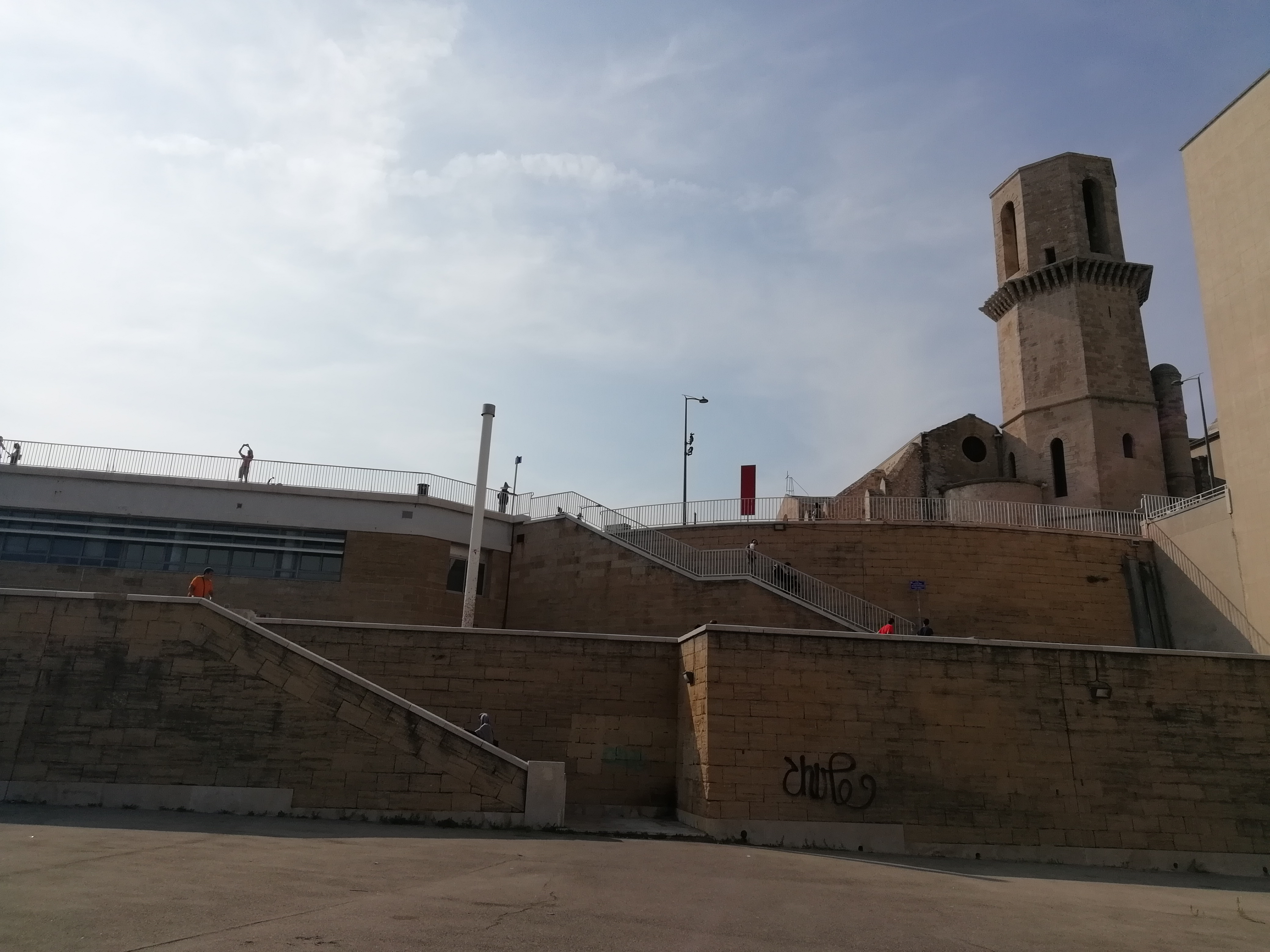